# Listă de actori cehi
Aceasta este o listă de actori cehi:

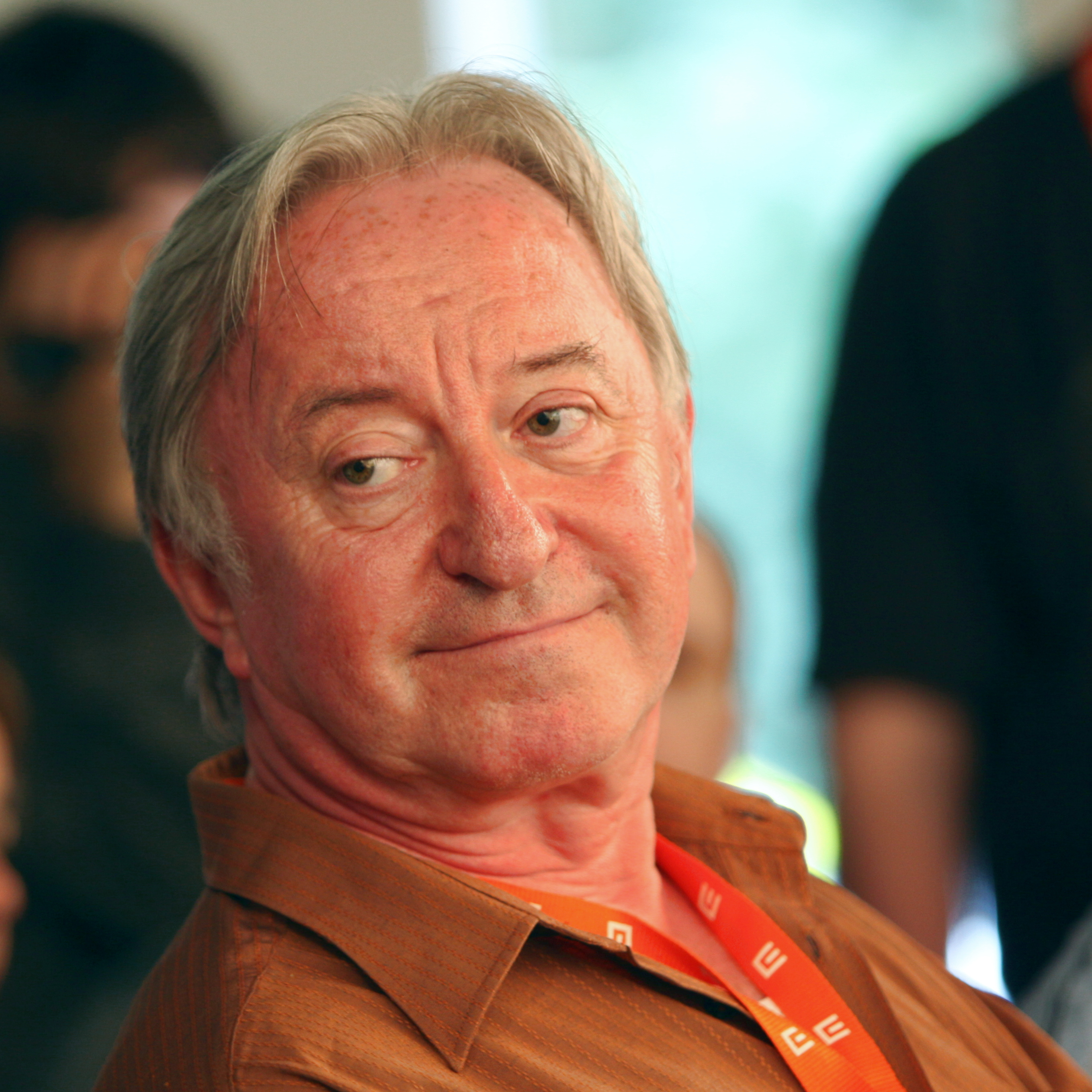
Jiří Lábus

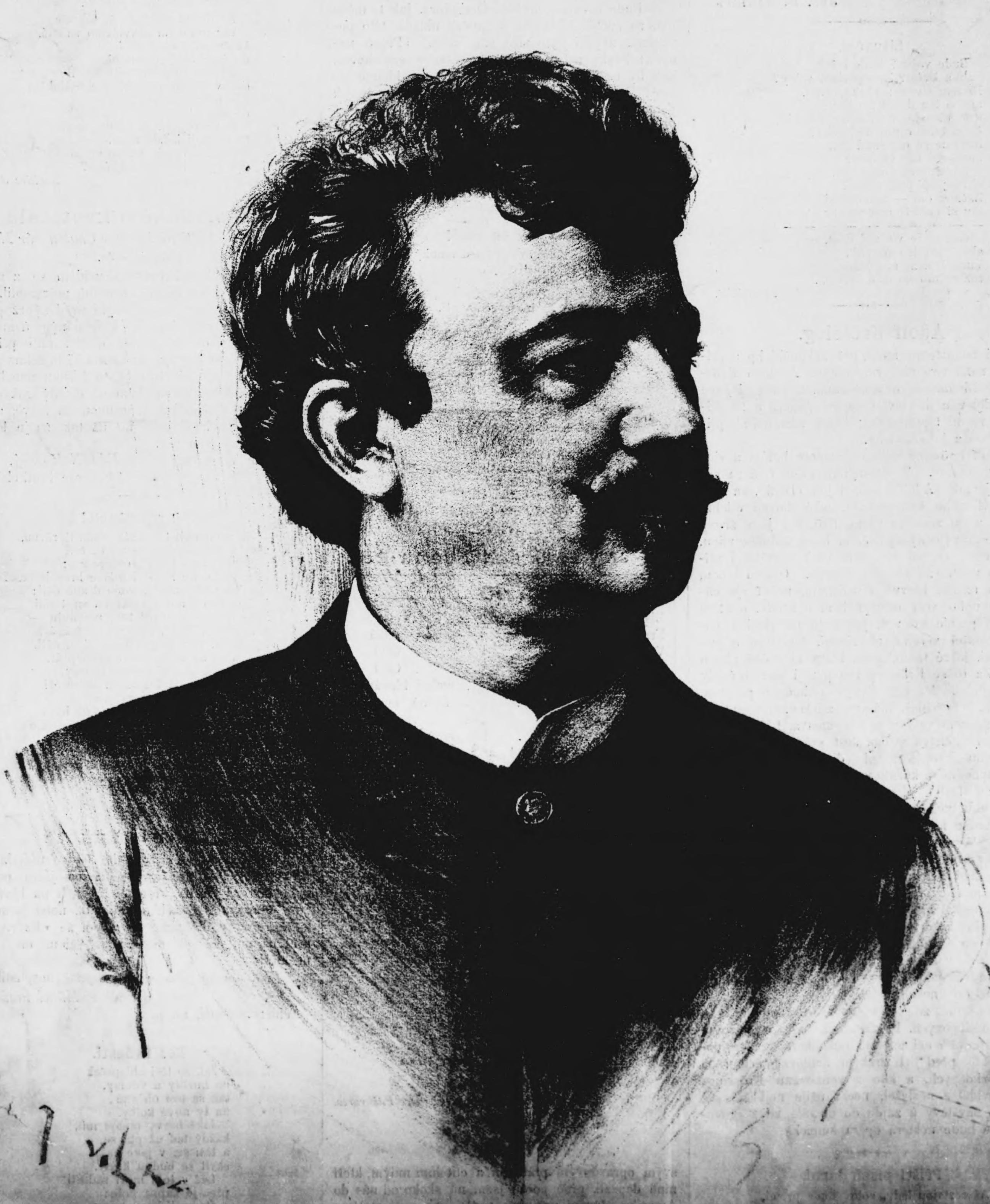
Adolf Kroessing

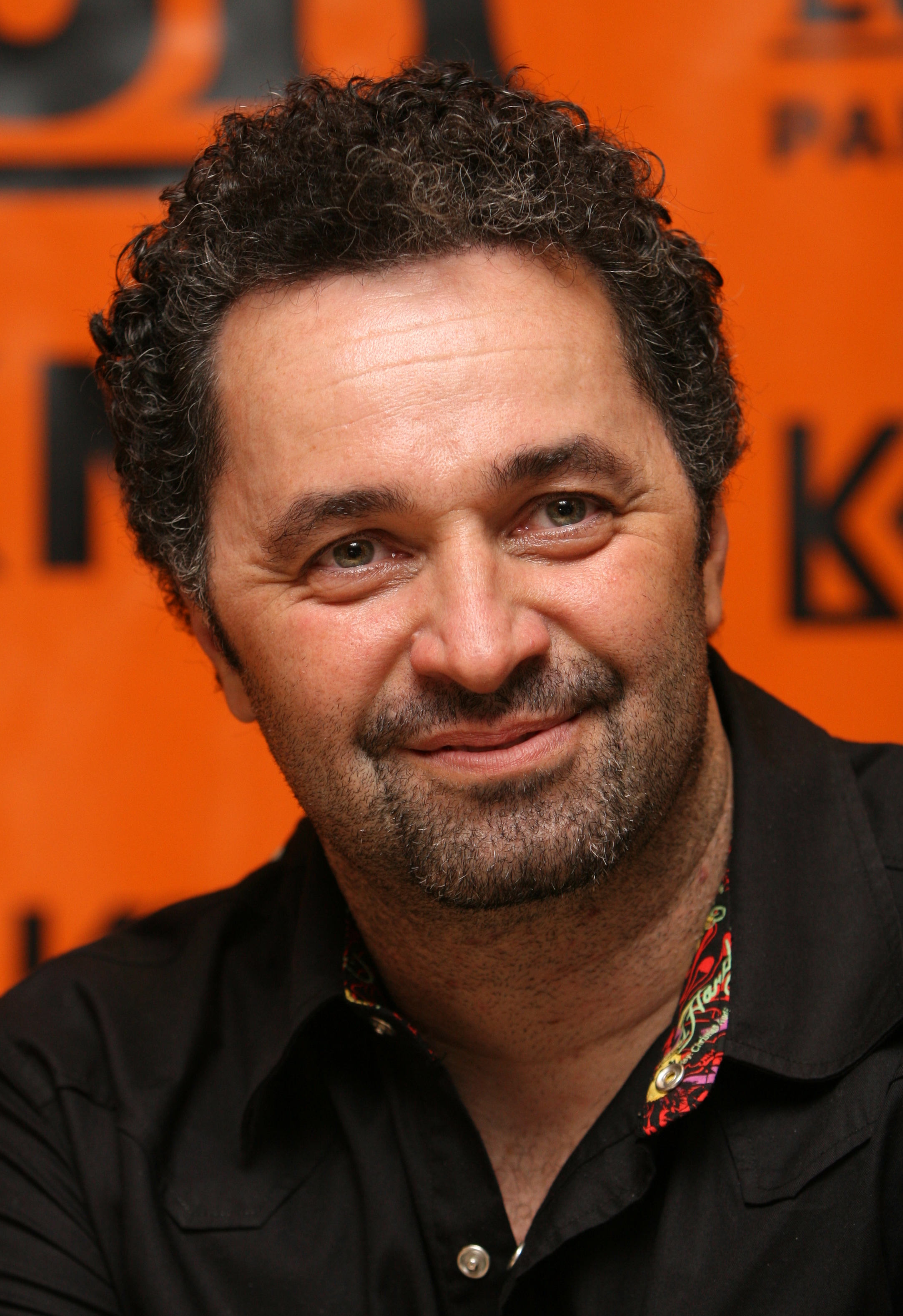
Martin Dejdar

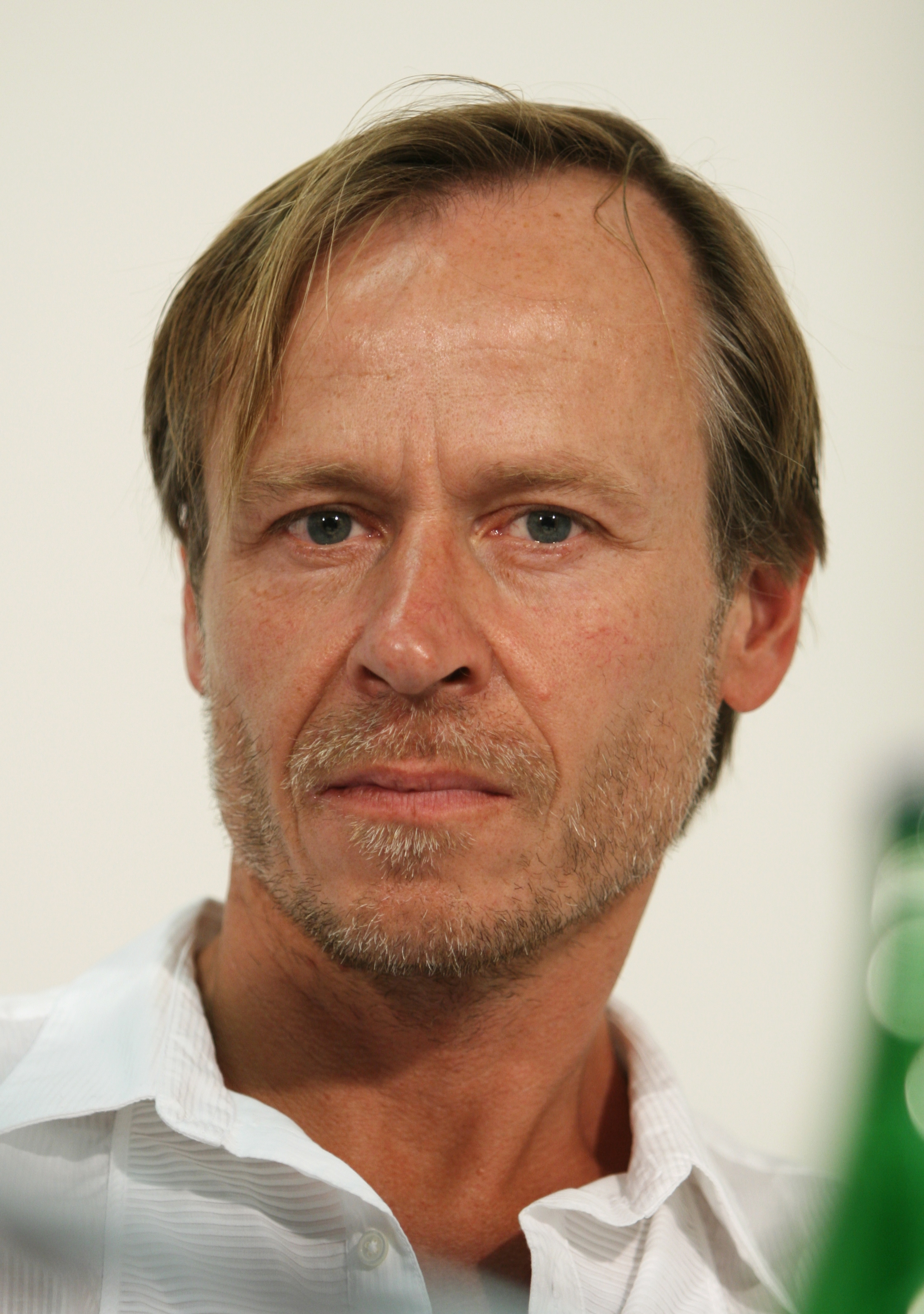
Karel Roden

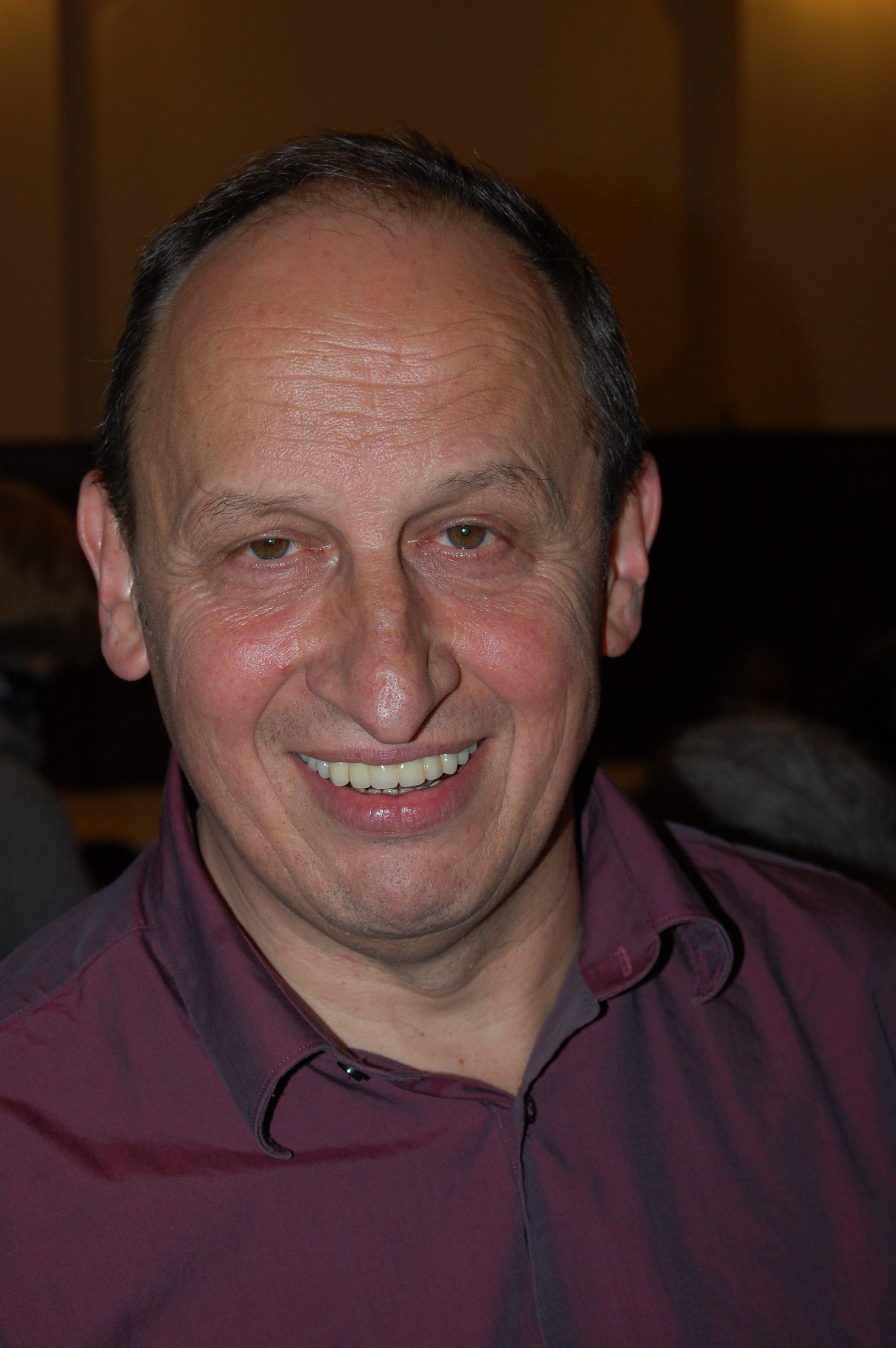
Jan Kraus

Cuprins: Început - 0–9 A B C D E F G H I J K L M N O P Q R S T U V W X Y Z

## A
- Josef Abrhám
- Jiří Adamíra

## B
- Lída Baarová
- Jiří Bartoška
- Markéta Bělonohá
- Svatopluk Beneš
- Ladislav Boháč
- Vlastimil Brodský
- Ondřej Brzobohatý
- Radoslav Brzobohatý
- Jan Budař
- Vlasta Burian

## C
- František Ringo Čech
- Vladimír Čech
- Petr Čepek

## D
- Martin Dejdar
- Zdeněk Dítě
- Vladimír Dlouhý
- Miroslav Donutil
- Jan Antonín Duchoslav
- Rudolf Antonín Dvorský
- Jiří Dvořák
- Josef Dvořák
- Vladimír Dvořák

## E
- Marek Eben

## F
- Eman Fiala
- Ladislav Fialka
- František Filipovský
- Miloš Forman
- Martin Frič
- Ferenc Futurista

## G
- Jiří Grossmann

## H
- Hugo Haas
- Tomáš Hanák
- Petr Haničinec
- František Hanus
- Jan Hartl
- Karel Hašler
- Ondřej Havelka
- Karel Heřmánek
- Juraj Herz
- Gustav Hilmar
- Josef Hlinomaz
- Jiří Holý
- Tomáš Holý
- Felix Holzmann
- Miroslav Horníček
- Zdeněk Hruška
- Jan Hrušínský
- Rudolf Hrušínský
- Matěj Hádek
- Karel Höger
- Daniel Hůlka

## J
- Petr Jákl
- Ivan Jandl
- Vladimír Javorský
- Jan Jílek

## K

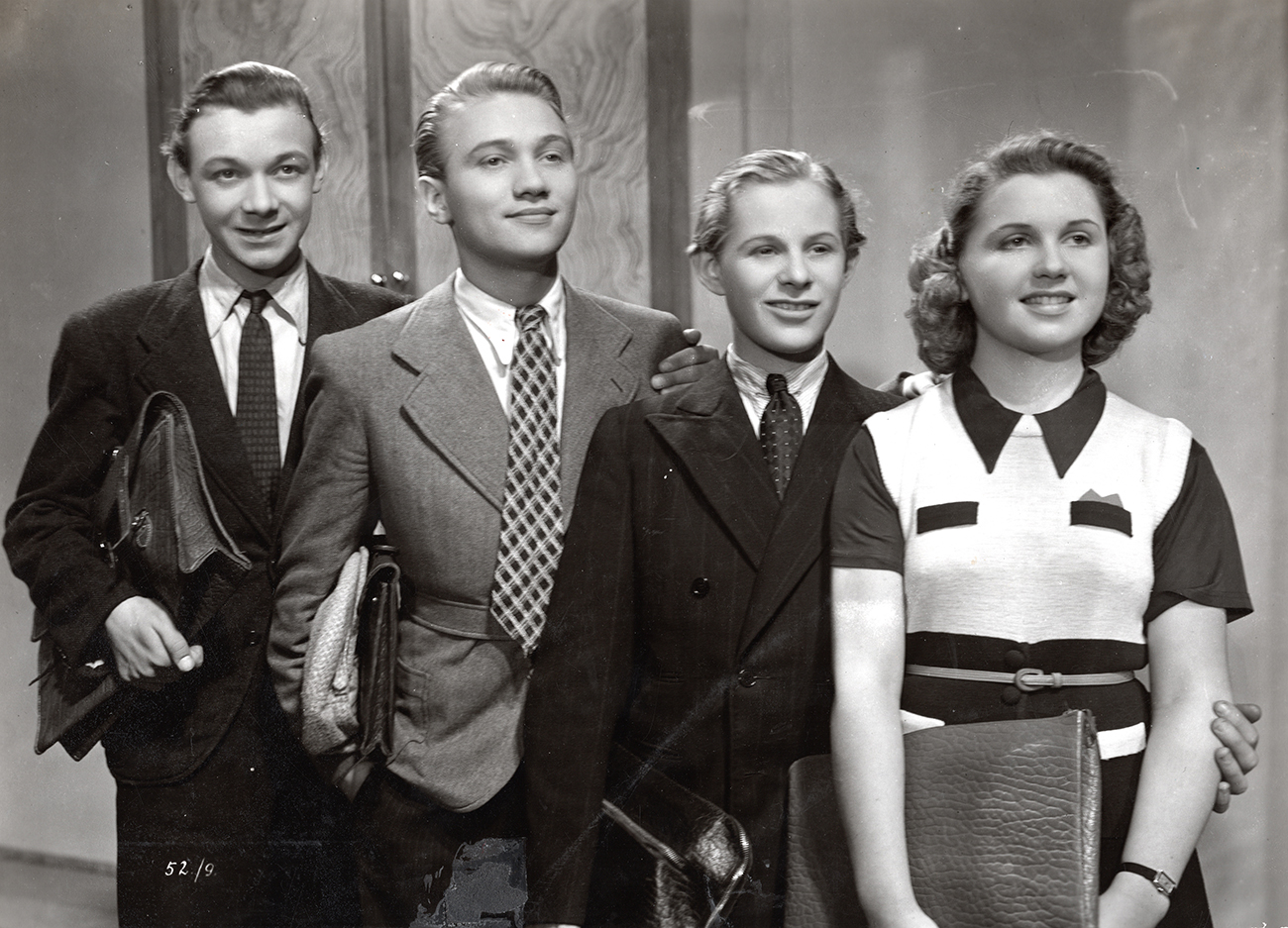
Imagine din filmul Studujeme za školou (1939) de Miroslav Cikán, de la stânga la dreapta actorii: Josef Kemr, Rudolf Hrušínský, Vladimír Salač, Stella Májová

- Karel Kachyňa
- Oldřich Kaiser
- Josef Karlík
- Josef Kemr
- Gertan Klauber
- Jiří Kodet
- Eduard Kohout
- Josef Jiří Kolár
- Miloš Kopecký
- Otomar Korbelář
- Jiří Korn
- Petr Kostka
- Václav Kotva
- Přemysl Kočí
- Jiří Krampol
- Jan Kraus
- Karel Krautgartner
- Otomar Krejča
- Miroslav Krobot
- Adolf Krössing

## L
- Jiří Lábus
- Karel Lamač
- Daniel Landa
- Pavel Landovský
- Lubomír Lipský
- Václav Lohniský
- Herbert Lom
- Radovan Lukavský

## M
- Jiří Macháček
- Miroslav Macháček
- Jiří Mádl
- Jaroslav Mareš
- Jaroslav Marvan
- Tomáš Matonoha
- Jiří Menzel
- Vladimír Menšík
- Martin Miller
- Antonín Molčík
- Miroslav Moravec
- Jaroslav Moučka
- Luděk Munzar

## N
- Oldřich Navrátil
- Robert Nebřenský
- Václav Neckář
- Gustav Nezval
- Oldřich Nový
- Petr Nárožný

## P
- Ladislav Pešek
- Theodor Pištěk
- Jindřich Plachta
- Jiří Pleskot
- Bronislav Poloczek
- Bolek Polívka
- Jan Potměšil
- George Pravda
- Viktor Preiss
- Antonín Procházka
- Jaroslav Průcha

## R
- Čestmír Řanda
- Filip Renč
- Karel Roden
- Zdeněk Rohlíček
- Boris Rösner
- Matouš Ruml
- Břetislav Rychlík
- Vladimír Ráž
- Martin Růžek

## S
- Jaroslav Satoranský
- Jan Schmid
- Jiří Schmitzer
- Miloslav Šimek
- Otto Šimánek
- Ota Sklenčka
- Jan Skopeček
- Jiří Šlitr
- Čeněk Šlégl
- Vladimír Šmeral
- Ladislav Smoljak
- František Smolík
- Karel Smyczek
- Luděk Sobota
- Ondřej Sokol
- Josef Somr
- Jiří Sovák
- Zdeněk Srstka
- Jan Šťastný
- Milan Šteindler
- Jan Nepomuk Štěpánek
- Martin Štěpánek
- Zdeněk Štěpánek
- Jiří Strach
- Martin Stropnický
- Michal Suchánek
- Jiří Suchý
- Josef Šváb-Malostranský
- Petr Svoboda
- Petr Svojtka
- Alois Švehlík
- David Švehlík
- Jan Svěrák
- Zdeněk Svěrák

## T
- Marek Taclík
- Lubor Tokoš
- Ivan Trojan
- Ondřej Trojan
- Václav Trégl
- Miroslav Táborský
- Jan Tříska

## V
- Lukáš Vaculík
- Marek Vašut
- Karel Velebný
- Oldřich Velen
- Ondřej Vetchý
- Josef Vinklář
- Eduard Vojan
- Jaroslav Vojta
- Pavel Vondruška
- Jiří Vondráček
- Tomáš Vorel
- Václav Voska
- Jiří Voskovec
- Jiří Vršťala
- Ivan Vyskočil

## W
- Jan Werich

## Z
- Pavel Zedníček
- Martin Zounar